# Dobroslav II. Vojislavljević
Dobroslav II. Vojislavljević (srbsko Доброслав, latinizirano: Dobroslav) je bil v letih 1101 in 1102 kralj Duklje, *  okoli  1056, po 1103. 
Njegovo življenje je znano le iz Letopisa popa Dukljana. V sodobnem zgodovinopisju se običajno imenuje Dobroslav II. Bil je najstarejši od štirih sinov dukljanskega kralja Mihajla I. in njegove druge žene, Grkinje Nede Monomah. Ob očetovi smrti je bil star okoli 25 let.
Četudi je bil najstarejši sin, je Mihajlo I.  za svojega naslednika izbrati Konstantina Bodina, katerega so  Benečani leta 1078 rešili iz bizantinskega ujetništva v Antiohiji. Bodin in njegovi bratje so do leta 1085  zatrli upor svojih bratrancev, sinov Mihajlovega brata Radoslava iz  župe Zeta. Konstantin Bodin je nato trdno vladal do svoje smrti leta 1101. Kot naslovni "kralj Slovanov" ga je nasledil Dobroslav. 
Po Dukljanski kroniki je po Bodinovi smrti Dobroslava za kralja izbralo ljudstvo. Njegova vladavina je bila kratka. Dukljo sta napadla Vukan,  veliki knez Srbije, in Kočapar,  pretendent na dukljanski prestol. V bitki pri Morači sta premagala Dobroslava in ga pregnala v Raško in potem zasedla Dukljo. Kočapar se ni mogel obdržati na dukljanskem prestolu in je pobegnil v Zahumje, kjer je umrl. Na dukljanskem prestolu ga je nasledil Dobroslavov nečak Vladimir Vojislavljević. Dobroslav je bil pozneje izpuščen iz ječe v Raški in se vrnil v Dukljo. Vladimir ga je po prihodu zaprl v Skadru, kjer so ga po ukazu Bodinove vdove, kraljice Jakvinte, oslepili in kastrirali. Zadnja leta je preživel v samostanu svetih Srđa in Vakha (Sergija in Bakha) na reki Bojani, kjer je bil tudi pokopan. Dobroslav II. ni imel otrok. 